# لایف جنینگز
لایف جنینگز (انگلیسی: Lyfe Jennings؛ زادهٔ ۳ ژوئن ۱۹۷۸) خواننده، نوازنده پیانو، نوازنده گیتار، ترانه‌سرا و تهیه‌کننده موسیقی اهل ایالات متحده آمریکا است.

## آلبوم‌شناسی
آلبوم‌های استودیو
- Lyfe 268‒۱۹۲ (۲۰۰۴)
- The Phoenix (۲۰۰۶)
- Lyfe Change (۲۰۰۸)
- من هنوز ایمان دارم (۲۰۱۰)
- Lucid (۲۰۱۳)
- Tree of Lyfe (۲۰۱۵)
- ۷۷۷ (۲۰۱۹)